# Alfredo Tulli
Alfredo Tulli (Santiago del Estero, 1 de abril de 1939 - Ibíd., 24 de noviembre de 2012) fue un jugador y entrenador de básquetbol argentino. Integró la selección de Argentina, llegando a disputar el Campeonato Mundial de 1963.

## Trayectoria
Tulli estuvo vinculado toda su vida al club Juventud BBC de Santiago del Estero, donde fue jugador, entrenador y dirigente. Apodado "El Amo", se destacó jugando en la posición de base armador.
Participó de doce ediciones del Campeonato Argentino de Básquet en representación de Santiago del Estero, siendo pieza clave de los equipos que se consagraron campeones en 1962 y 1968.
Tras su retiro como jugador, más allá de sus actividades en Juventud BBC, tuvo la oportunidad de desempeñarse como entrenador de los seleccionados santiagueños juveniles y mayores y de Olímpico en la Liga B.

## Selección nacional
Participó de cuatro ediciones del Campeonato Sudamericano de Baloncesto: 1958, 1960, 1961 y 1963.
Integró también el combinado argentino que disputó el Campeonato Mundial de Baloncesto de 1963.
Su última experiencia con el equipo nacional fue la disputa del Torneo Confraternidad Americana y el Campeonato Mundial Extraordinario de Basketball en 1966.